# Большое Панское
Большое Панское — село в Тульской области России. С точки зрения административно-территориального устройства входит в Алексинский район. В плане местного самоуправления входит в состав муниципального образования город Алексин.

## География
Большое Панское находится в северо-западной части региона, в пределах северо-восточного склона Среднерусской возвышенности, в подзоне широколиственных лесов, при реке Крушме.

### Климат
Климат на территории |Большое Панское , как и во всём районе, характеризуется как умеренно континентальный, с ярко выраженными сезонами года. Средняя температура воздуха летнего периода — 16 — 20 °C (абсолютный максимум — 38 °С); зимнего периода — −5 — −12 °C (абсолютный минимум — −46 °С).
Снежный покров держится в среднем 130—145 дней в году.
Среднегодовое количество осадков — 650—730 мм.

## История
По местному преданию, в XVII веке в селе существовал храм во имя святых князей Бориса и Глеба, из-за этого село прежде называлось Борисоглебским. В 1745 году в селе был построен деревянный храм на средства господина Топтыкова, сгорел в 1855 году. В 1857 году построен деревянный храм во имя Божьей Матери Одигитрии на средства подпоручицы Е.И. Освальд и её брата архимандрита Покровского монастыря в Москве Паисия.
В конце XIX — начале XX века село входило в состав Афанасьевской волости Алексинского уезда Тульской губернии.
До муниципальной реформы в марте 2005 года входила в Борисовский сельский округ. После её проведения включёна в образованные муниципального образования сельское поселение «Авангардское» и в Алексинский муниципальный район.
21 июня 2014 года Алексинский муниципальный район и Авангардское сельское поселение были упразднены, село Большое Панское стала входить в городской округ Алексин.

## Население
| 1859 | 1915 | 2002 | 2010 |
| ---- | ---- | ---- | ---- |
| 373  | ↗574 | ↘21  | ↗33  |

Согласно результатам переписи 2002 года, в национальной структуре населения русские составляли 100 % из 21 чел.. Проживали 9 мужчин и 12 женщин.

## Инфраструктура
Обслуживается отделением почтовой связи 301350.
Личное подсобное хозяйство (на октябрь 2022 года 41 дом)

## Транспорт
Просёлочные дороги.